# 鶴谷香央理
鶴谷 香央理（つるたに かおり、1982年 - ）は、日本の漫画家。富山県高岡市出身。

## 来歴
2007年に「おおきな台所」が「第52回ちばてつや賞」で準大賞に選ばれ、同作でデビュー。代表作『メタモルフォーゼの縁側』が、「このマンガがすごい!2019 オンナ編」（宝島社）1位、「THE BEST MANGA 2019 このマンガを読め!」（フリースタイル）1位、「ブロスコミックアワード2018」大賞などを受賞。
2021年7月に俳句同人誌『傍点』が発売され、鶴谷の自作の俳句と漫画も掲載されている。鶴谷は「鶴」という「一文字俳号」を持っているのだという。同年8月12日に発売された『ビッグコミックオリジナル増刊』（小学館）9月号では、齋藤なずなと行った「36歳差。悟らずに、人を描く。」というテーマの対談が掲載されている。
2022年から開講される「ゲンロン ひらめき☆マンガ教室」のゲスト講師に選ばれている。

## 人物

### 好きなもの
漫画を読むことが大好きで、なんでも読むという。漫画を描くきっかけとなったのは、くらもちふさこの作品である。
けもののアルバム「めたもるシティ」に収録されている楽曲、「めたもるセブン」を愛聴していた。

### コミティアについて
コミティアに出展経験がある。商業誌に出すネームが通らなかった時期に、ウラモトユウコとオカヤイズミと共にウェブで描いていた『しりとりコ』を同人誌として出版し、コミティアに衝撃を受けたという。コミティアについて「出るのが楽しい」、「マンガを描く人、売る人、買う人、読む人としての、全部の自分を育ててもらったと思っている」と語っている。

## 作品リスト

### 漫画作品

#### 連載
- don't like this（『LIKE THIS』2016年1月 - 連載） - 初連載作[1]。
- メタモルフォーゼの縁側（『コミックNewtype』2017年11月17日[13] - 2020年10月9日）
- 傲慢と善良（原作：辻村深月、『webTRIPPER』2024年6月20日[14] - 連載中）

#### 読み切り
- おおきな台所（『モーニング』2007年52号） - 『レミドラシソ 鶴谷香央理短編集 2007-2015』に収録[15][16]。
- 吹奏楽部の白井くん（同人誌発表） - 『レミドラシソ 鶴谷香央理短編集 2007-2015』に収録[15][16]。
- ル・ネ（『モーニング』[9]2016年2・3合併号） - 『レミドラシソ 鶴谷香央理短編集 2007-2015』に収録[15][16]。
- 近所の友だち（『ランバーロール04』[17]、2021年） - エッセイ漫画[17]。
- 問いのない答え（『いろんな私が本当の私』収録[18]、2023年） - 「長嶋有漫画化計画」第2弾作品[18]。

### 書籍
- 『メタモルフォーゼの縁側』、KADOKAWA、2018年 - 2021年、全5巻、初の単行本[1]。
- 『don't like this』、リイド社[1]〈torch comics〉、2018年11月8日発売[19]、ISBN 978-4-8458-6003-6
- 『レミドラシソ 鶴谷香央理短編集 2007-2015』、KADOKAWA、2021年1月9日発売[15]、ISBN 978-4-04-108840-1
- 『傲慢と善良』、原作：辻村深月、朝日新聞出版〈ソノラマ＋コミックス〉2024年 - 刊行中、既刊2巻（2025年6月20日現在）

### その他
- けもの「ただの夏/リップクリームダブ」（2019年）7インチレコードのジャケットイラスト[10]。
- スカート「トワイライト」（2019年）CDアルバムジャケットイラスト[9]。
- 映画『孤狼の血 LEVEL2』コラボイラスト（2021年8月[20]）
- 日本全国ご当地おやつ物語（『ダ・ヴィンチ』2022年7月号[21]）富山県志乃原のおやつを紹介した漫画とイラスト寄稿[21]。

## 活動
2021年6月19日から7月4日に東京・ビリケンギャラリーで開催されたグループ展「moinmoin2」に参加。
2021年7月31日、奥嶋ひろまさのコミカライズ『2gether』の書籍版単行本第1巻の発売を記念し、奥嶋とともに「マンガのハナシ」のYouTubeチャンネルにて配信イベントを開催。